# Seara Vermelha
Seara Vermelha é um romance de autoria do escritor brasileiro Jorge Amado, membro da Academia Brasileira de Letras, publicado em 1946.

## Sinopse
Livro de crítica social personalizado na família de retirantes nordestinos buscando o eldorado do sudeste brasileiro, no estado de São Paulo, ainda mantém um discurso atual quando da análise da estrutura socioeconomica.
O romance mostra a realidade brasileira destacando a injustiça e o desamparo sofridos pelo povo na terra que não é sua.

## Recepção
A obra foi traduzida pro chinês por Zheng Yonghui em 1954 pela editora Pingming. A China com governo comunista via com bons olhos o escritor Jorge Amado, filiado ao partido comunista. 